# Léger Marie Philippe Tranchant de Laverne
Léger Marie Philippe Tranchant de Laverne (* 24. Oktober 1767 auf Schloss Borey, Franche-Comté; † 26. April 1815 in Paris) war ein französischer Dragoneroffizier, Schriftsteller und Übersetzer.
Tranchant de Laverne besuchte schon in jungen Jahren die Universität Göttingen, um dort Öffentliches Recht und Philosophie zu studieren. Vom Verlauf der Französischen Revolution, die er zunächst begrüßt hatte, abgestoßen, trat er in Koblenz in das Emigantenkorps von Louis V. Joseph de Bourbon, prince de Condé, ein. Nach dem Feldzug von 1792 ging er in die Schweiz, wo er 1795 heiratete, und kurz darauf nach Sankt Petersburg. Dort trat er in die Dienste von Fürst Alexander Borissowitsch Kurakin. Im Jahr 1797 kehrte er nach Frankreich zurück, floh aber nach dem September-Staatsstreich wieder in die Schweiz, bevor er sich in Wien niederließ. 1800 kehrte er endgültig nach Frankreich zurück und arbeitete im Dépôt de la Guerre in Paris, wo er zahlreiche Übersetzungen von militärisch relevanten Schriften aus dem Deutschen ins Französische anfertigte. Daneben übersetzte er auch Belletristik. Eine Übersetzung von Kants Theorie der reinmoralischen Religion. Mit Rücksicht auf das reine Christenthum (Riga 1796) mit Erläuterungen veröffentlichte Tranchant de Laverne im Jahre 1800 unter dem Pseudonym Phil. Huldiger.

## Werke (Auswahl)
- Voyage d’un Observateur de la Nature et de l’Homme, dans les Montagnes du Canton de Fribourg et dans diverses parties du Pays de Vaud en 1793. Paris 1804. (online bei Google Books)
- Annibal fugitif. 2 Bde. L. Collin. Paris 1808. (online bei Gallica)
- Histoire du Feld-marechal Souvarof, liée a celle de son temps. Paris 1809. (online bei Google Books)